# Villa Mennella
Villa Mennella è una  villa del XVIII secolo sita a Torre del Greco nella città metropolitana di Napoli. La villa, situata in via Nazionale 283, appartiene al complesso di ville vesuviane del cosiddetto Miglio d'oro.

## Architettura
La struttura della villa, di tipo neoclassico, è costituita da tre balconi sul piano nobile, con il balcone principale rientrato rispetto agli altri due; l'attico è invece sostenuto da un colonnato di tipo ionico che parte dal piano nobile. Gli interni sono caratterizzati da soffitti a volta, affrescati. Entrando dal portone principale si ha accesso ad un cortile a pianta semicircolare su cui affaccia il terrazzo del primo piano e di lì al giardino all'italiana.
Al 2013 la villa è adibita ad abitazione privata, mentre il cortile e gli appartamenti ubicati al piano terra sono adibiti a ristorazione.